# سیارک ۱۶۲۶۷
سیارک ۱۶۲۶۷ (به انگلیسی: 16267 Mcdermott، نامگذاری:2000JY43) شانزده هزار و دویست و شصت و هفتمین سیارک کشف شده‌است که در ۷ مه ۲۰۰۰ کشف شد.
قدر مطلق سیارک برابر ۱۶.۲ است.